# أرشيبالد توماس روبرتسون
أرشيبالد توماس روبرتسون (بالإنجليزية: Archibald Thomas Robertson)‏ هو عالم عقيدة أمريكي، ولد في 6 نوفمبر 1863 في تشاتهام في الولايات المتحدة، وتوفي في 24 سبتمبر 1934 في لويفيل في الولايات المتحدة.